# Gran Bretagna ai Giochi della VII Olimpiade
La Gran Bretagna ha partecipato ai Giochi della VII Olimpiade di Anversa con una delegazione di 235 atleti (219 uomini, 16 donne), suddivisi su 21 discipline.

## Medagliere

### Per discipline
| Sport                 | Oro | Argento | Bronzo | Totale |
| --------------------- | --- | ------- | ------ | ------ |
| Atletica leggera      | 4   | 4       | 4      | 12     |
| Canottaggio           | 0   | 2       | 0      | 2      |
| Ciclismo              | 1   | 3       | 1      | 5      |
| Hockey su prato       | 1   | 0       | 0      | 1      |
| Lotta libera          | 0   | 0       | 2      | 2      |
| Nuoto                 | 0   | 1       | 1      | 2      |
| Pallanuoto            | 1   | 0       | 0      | 1      |
| Pattinaggio di figura | 0   | 0       | 1      | 1      |
| Polo                  | 1   | 0       | 0      | 1      |
| Pugilato              | 2   | 1       | 3      | 6      |
| Tennis                | 2   | 3       | 1      | 6      |
| Tiro alla fune        | 1   | 0       | 0      | 1      |
| Tuffi                 | 0   | 1       | 0      | 1      |
| Vela                  | 2   | 0       | 0      | 2      |
| Totale                | 15  | 15      | 13     | 43     |

### Medaglie
| Medaglia | Atleta | Sport                 | Evento                                       |
| -------- | --- | --------------------- | -------------------------------------------- |
| Oro      | Albert Hill | Atletica leggera      | 800 metri piani                              |
| Oro      | Albert Hill | Atletica leggera      | 1500 metri piani                             |
| Oro      | Cecil Griffiths Robert Lindsay John Ainsworth-Davis                                                                                 | Atletica leggera      | Staffetta 4×400 metri                        |
| Oro      | Percy Hodge | Atletica leggera      | 3000 metri siepi                             |
| Oro      | George Canning Frederick Humphreys Fred Holmes Edwin Mills John Sewell James Shepherd Harry Stiff Ernest Thorne                     | Tiro alla fune        | -                                            |
| Oro      | Harry Ryan Thomas Lance | Ciclismo              | Tandem                                       |
| Oro      | Gran Bretagna | Hockey su prato       | -                                            |
| Oro      | Gran Bretagna | Pallanuoto            | Torneo maschile                              |
| Oro      | Tim Melville Frederick Barrett John Wodehouse Vivian Lockett                                                                        | Polo                  | -                                            |
| Oro      | Harry Mallin | Pugilato              | Pesi medi                                    |
| Oro      | Ron Rawson | Pugilato              | Pesi massimi                                 |
| Oro      | Noel Turnbull Max Woosnam | Tennis                | Doppio maschile                              |
| Oro      | Kitty McKane Winifred McNair | Tennis                | Doppio femminile                             |
| Oro      | Francis Richards Trevor Hedberg | Vela                  | Dinghy 18 piedi                              |
| Oro      | Cyril Wright Dorothy Wright Robert Coleman William Maddison                                                                         | Vela                  | Classe 7 metri                               |
| Argento  | Guy Butler | Atletica leggera      | 400 metri piani                              |
| Argento  | Philip Baker | Atletica leggera      | 1500 metri piani                             |
| Argento  | Joe Blewitt Albert Hill William Seagrove James Hatton Duncan McPhee                                                                 | Atletica leggera      | 3000 metri a squadre                         |
| Argento  | James Wilson Anton Hegarty Alfred Nichols Christopher Vose Walter Freeman Larry Cummins                                             | Atletica leggera      | Corsa campestre a squadre                    |
| Argento  | Jack Beresford | Canottaggio           | Singolo maschile                             |
| Argento  | Ewart Horsfall Guy Oliver Nickalls Richard Lucas Walter James John Campbell Sebastian Earl Ralph Shove Sidney Swann Robin Johnstone | Canottaggio           | Otto maschile                                |
| Argento  | Thomas Johnson | Ciclismo              | Velocità                                     |
| Argento  | Albert White Thomas Johnson Jock Stewart Albert Alden                                                                               | Ciclismo              | Inseguimento a squadre                       |
| Argento  | Albert Alden | Ciclismo              | 50 chilometri                                |
| Argento  | Hilda James Connie Jeans Charlotte Radcliffe Grace McKenzie                                                                         | Nuoto                 | Staffetta 4x100 metri stile libero femminile |
| Argento  | Alex Ireland | Pugilato              | Pesi welter                                  |
| Argento  | Dorothy Holman | Tennis                | Singolare femminile                          |
| Argento  | Winifred Beamish Dorothy Holman | Tennis                | Doppio femminile                             |
| Argento  | Kitty McKane Max Woosnam | Tennis                | Doppio misto                                 |
| Argento  | Eileen Armstrong | Tuffi                 | Piattaforma femminile                        |
| Bronzo   | Harry Edward | Atletica leggera      | 100 metri piani                              |
| Bronzo   | Harry Edward | Atletica leggera      | 200 metri piani                              |
| Bronzo   | James Wilson | Atletica leggera      | 10000 metri piani                            |
| Bronzo   | Charlie Gunn | Atletica leggera      | Marcia 10000 metri                           |
| Bronzo   | Harry Ryan | Ciclismo              | Velocità                                     |
| Bronzo   | Bernard Bernard | Lotta libera          | Pesi piuma                                   |
| Bronzo   | Herbert Wright | Lotta libera          | Pesi leggeri                                 |
| Bronzo   | Leslie Savage Percy Peter Henry Taylor Harold Annison                                                                               | Nuoto                 | Staffetta 4x200 metri stile libero maschile  |
| Bronzo   | Phyllis Johnson Basil Williams | Pattinaggio di figura | Pattinaggio di figura a coppie               |
| Bronzo   | William Cuthbertson | Pugilato              | Pesi mosca                                   |
| Bronzo   | George McKenzie | Pugilato              | Pesi gallo                                   |
| Bronzo   | Harry Franks | Pugilato              | Pesi mediomassimi                            |
| Bronzo   | Kitty McKane | Tennis                | Singolare femminile                          |

## Risultati

### Pallanuoto
| Atleta | Classifica                                                             |                          |
| --- | ---------------------------------------------------------------------- | ------------------------ |
| V · D · M Nazionale maschile britannica di pallanuoto · Giochi olimpici - Anversa 1920 Smith · Radmilovic · Bugbee · Purcell · Jones · Peacock · Dean · CT : - | Oro                                                                    |                          |
| Nazionale maschile britannica di pallanuoto · Giochi olimpici - Anversa 1920                                                                                   |                                                                        |                          |
| Smith · Radmilovic · Bugbee · Purcell · Jones · Peacock · Dean · CT: -                                                                                         | Smith · Radmilovic · Bugbee · Purcell · Jones · Peacock · Dean · CT: - | Gran Bretagna (bandiera) |